# Mormia
Mormia är ett släkte av tvåvingar. Mormia ingår i familjen fjärilsmyggor.

## Dottertaxa tillMormia, i alfabetisk ordning[1]
- Mormia acrostylis
- Mormia albicornis
- Mormia alpina
- Mormia andrenipes
- Mormia apicealba
- Mormia aristosa
- Mormia austriaca
- Mormia banatica
- Mormia bartaki
- Mormia bezzii
- Mormia bryophila
- Mormia caliginosa
- Mormia caspersi
- Mormia ckvitariorum
- Mormia cornuta
- Mormia crassiascoidata
- Mormia curvistylis
- Mormia dycei
- Mormia eatoni
- Mormia egregia
- Mormia elongata
- Mormia flagellifera
- Mormia fratuelis
- Mormia furva
- Mormia georgica
- Mormia gerrula
- Mormia halophila
- Mormia helvetica
- Mormia hemedopos
- Mormia hespera
- Mormia ichnusae
- Mormia ignava
- Mormia incerta
- Mormia insignis
- Mormia ivankae
- Mormia josanicana
- Mormia kulas
- Mormia lanceolata
- Mormia maai
- Mormia maderensis
- Mormia malickyi
- Mormia nepalensis
- Mormia niesiolowskii
- Mormia nigrescens
- Mormia nigripennis
- Mormia oriens
- Mormia palposa
- Mormia panisca
- Mormia paniscoides
- Mormia pazukii
- Mormia proxima
- Mormia pseudoincerta
- Mormia pulcherrima
- Mormia reptens
- Mormia revisenda
- Mormia riparia
- Mormia sarai
- Mormia satchelli
- Mormia saxicola
- Mormia similis
- Mormia soeli
- Mormia tenebricosa
- Mormia tenebrosa
- Mormia triangulata
- Mormia tubana
- Mormia vaillanti
- Mormia vardarica
- Mormia villosa